# Aparat Orsata

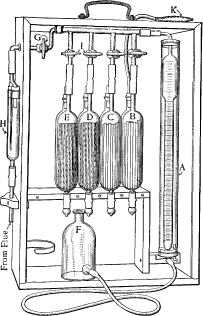
Aparat Orsata

Aparat Orsata – aparat laboratoryjny do oznaczania zawartości jednych gazów w drugich. Najczęściej jest stosowany do oznaczania stężenia dwutlenku węgla, tlenku węgla oraz tlenu w powietrzu i gazach spalinowych.
Aparat ten składa się z eudiometru połączonego z dwukomorową kolbą absorpcyjną zawierającą u dołu wodę i u góry związek chemiczny zdolny do selektywnej absorpcji jednego z analizowanych gazów. Najczęściej stosuje się kolejno trzy aparaty połączone szeregowo, które kolejno zawierają: wodorotlenek potasu (absorbuje dwutlenek węgla), sól sodowa lub potasowa pirogalol (absorbuje tlen) i chlorek miedzi(I) (absorbuje tlenek węgla). 
Analizowana mieszanina gazów jest przepuszczana przez warstwę wody, gdzie ulega zwilżeniu, a następnie przez warstwę związku chemicznego, na powierzchni którego następuje absorpcja jednego ze składników gazów. W urządzeniu panuje stałe ciśnienie. Ubytek objętości gazu jest uzupełniany wodą wypływającą z eudiometru do górnej komory kolby. Ubytek wody w eudiometrze jest przeliczany na objętość zaabsorbowanego gazu.
Aparat ten umożliwia pomiar stężenia gazów na poziomie do 0,1% objętościowego.